# كيوليس
كيوليس هي شركة نقل فرنسية تدير أنظمة النقل العام. وهي تدير الحافلات، والنقل السريع ، والترام ، وشبكات الحافلات، وتأجير الدراجات ، ومواقف السيارات ، والتاكسي المائي ، والتلفريك ، والحافلة الكهربائية، وخدمات القطار الجبلي المائل . يقع مقر الشركة في باريس ، فرنسا، وهي مملوكة بنسبة 70% للشركة الوطنية للسكك الحديدية (فرنسا) و30% مملوكة لصندوق الإيداع والإيداع في كيبيك .
تدير كيوليس عددًا من الشبكات في فرنسا ( وسائل النقل بوردو ميتروبول) في بوردو ، ووسائل النقل العام في ليون نيابة عن وسائل النقل المشتركة في ليون ، وخدمة النقل العام لمنطقة رين الكبرى منذ عام 1998، و ترانسبول في ليل ، وسلسلة التنقل بأكملها في ديجون ). على المستوى الدولي، تدير الحافلات في عدة مدن في السويد والمناطق الوسطى والشرقية من هولندا والولايات المتحدة. كما أنها تدير شبكات السكك الحديدية المختلفة على المستوى الدولي، مثل السكك الحديدية للركاب في بوسطن ، ومترو حيدر أباد ، وترام ملبورن، وسكة حديد دوكلاندز الخفيفة في لندن ، وخط بوجيانغ ( مترو شنغهاي )، وترام نوتنغهام ، وترام مانشستر .

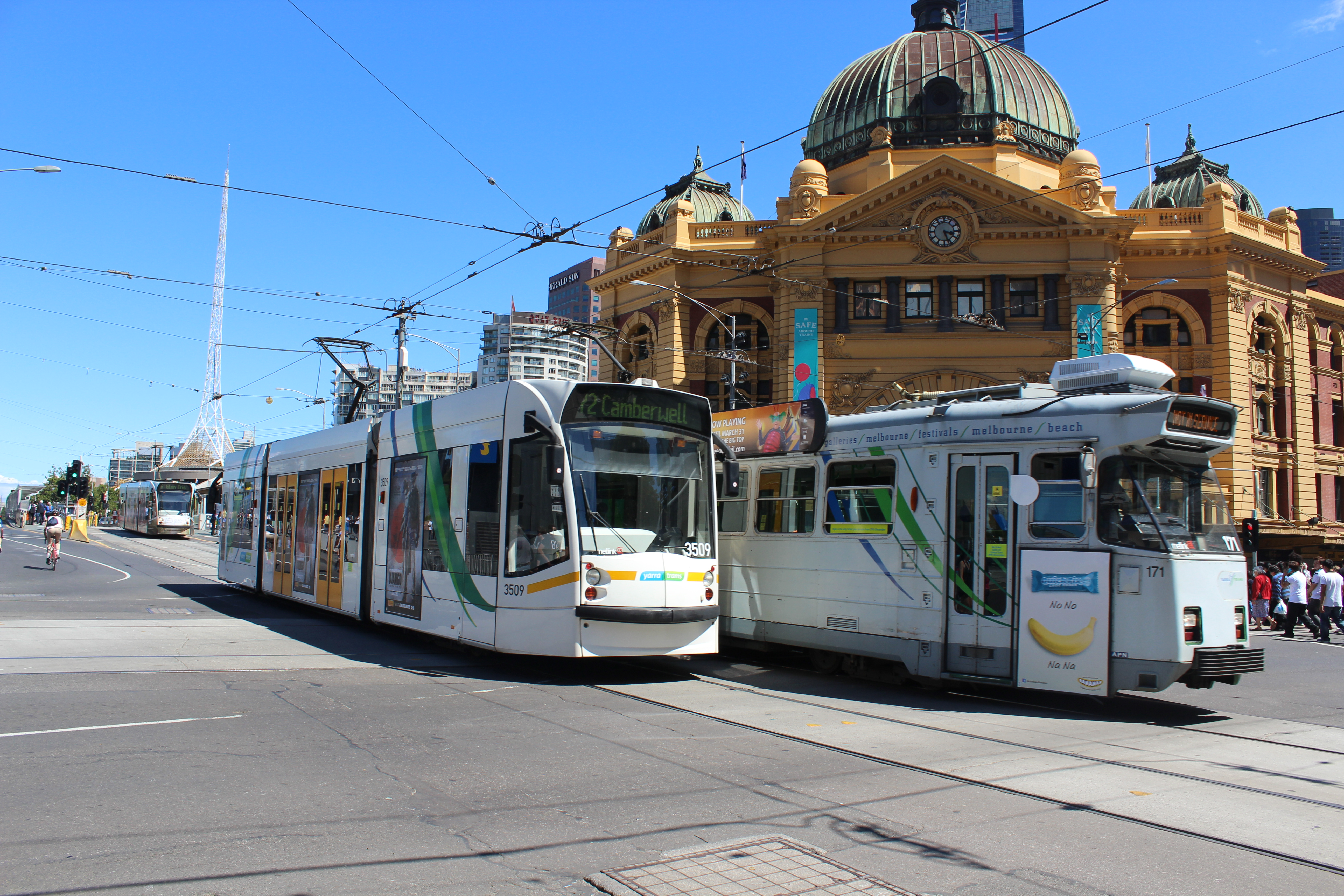
ترام كيوليس داونر في محطة شارع فليندرز في فبراير 2013

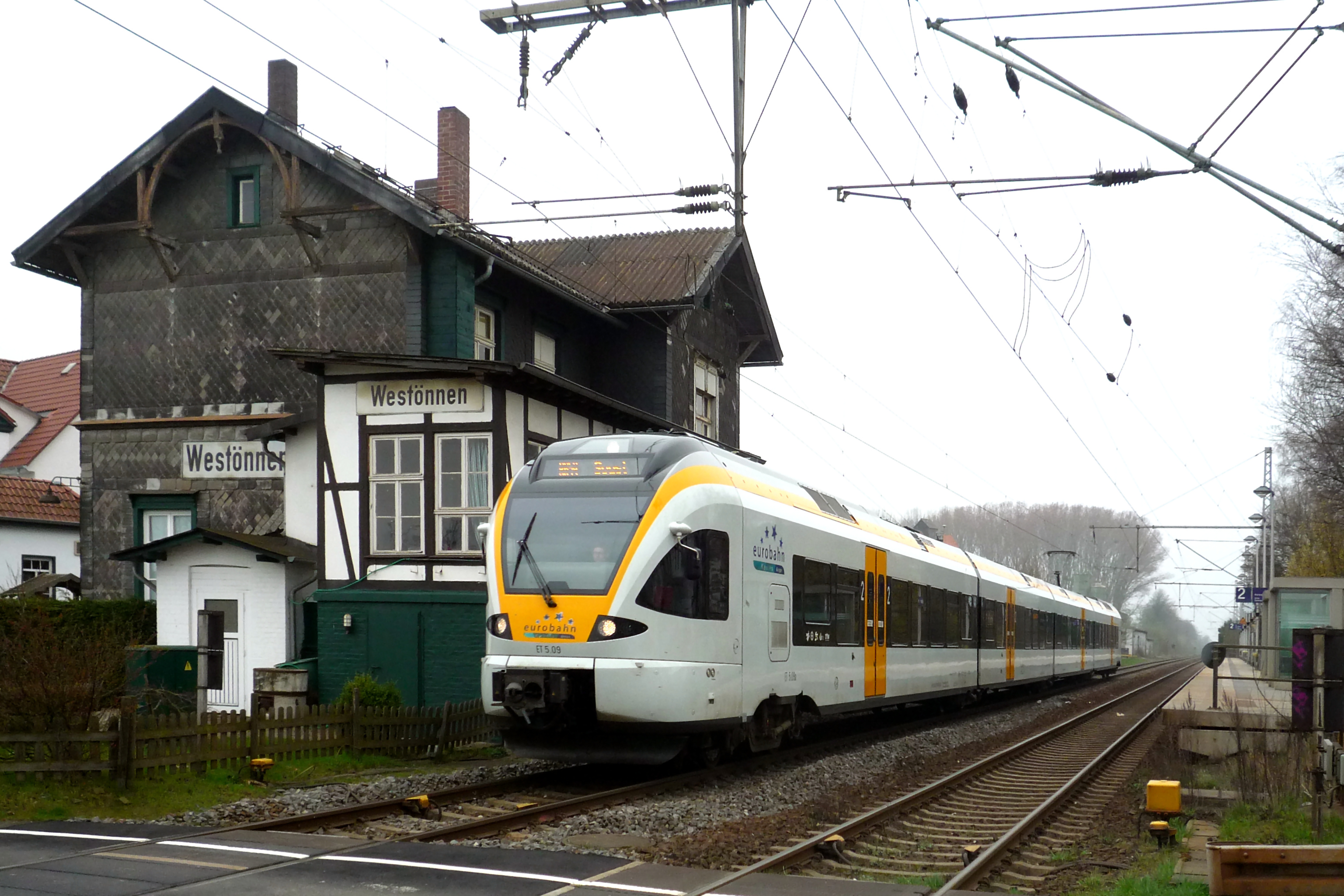
يوروبان مغازلة ستادلر كلاس 428 في ويستونن، 2009

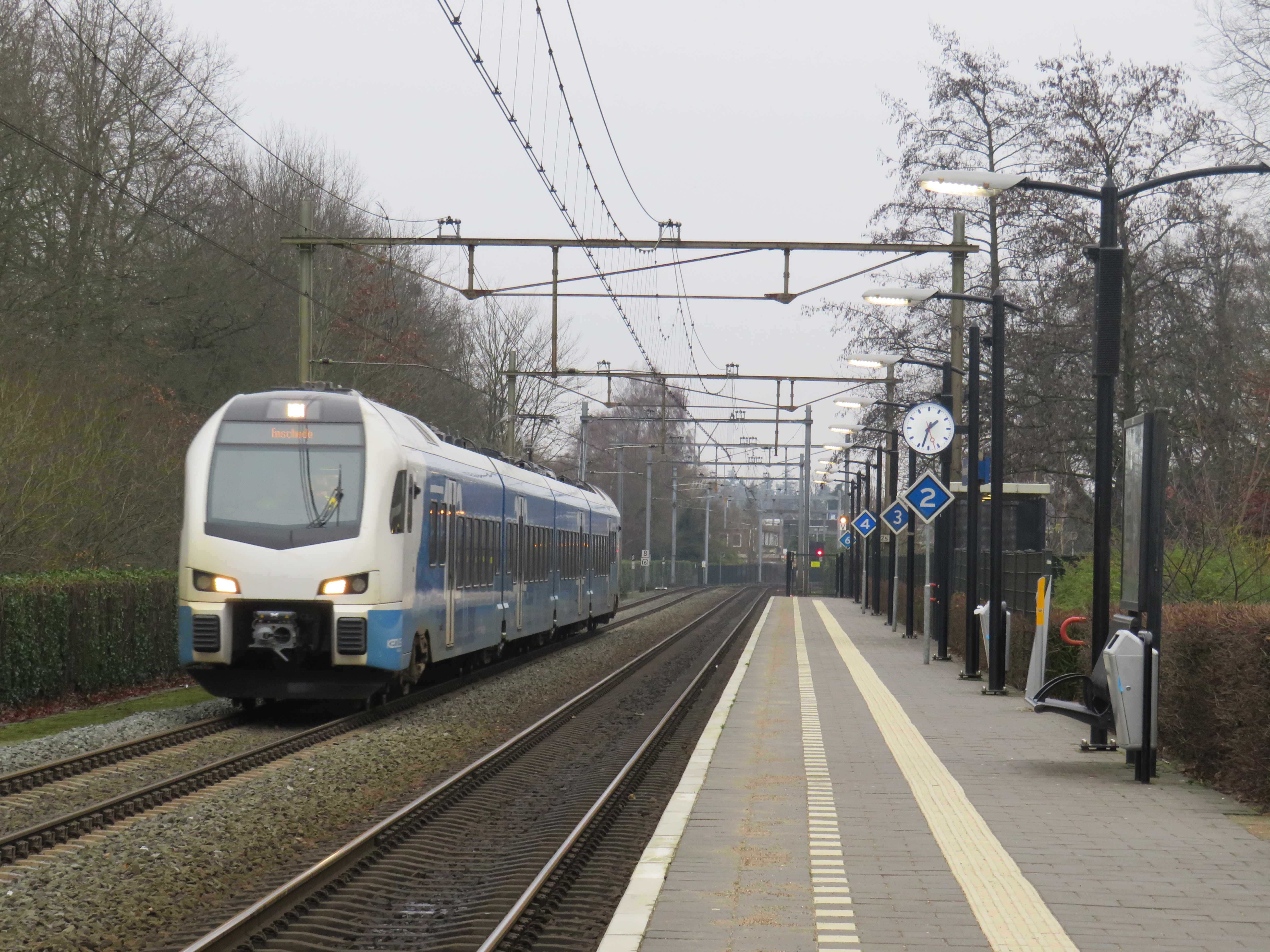
ستادلر فليرت إي يو أم في محطة قطار ألميلو دي رييت

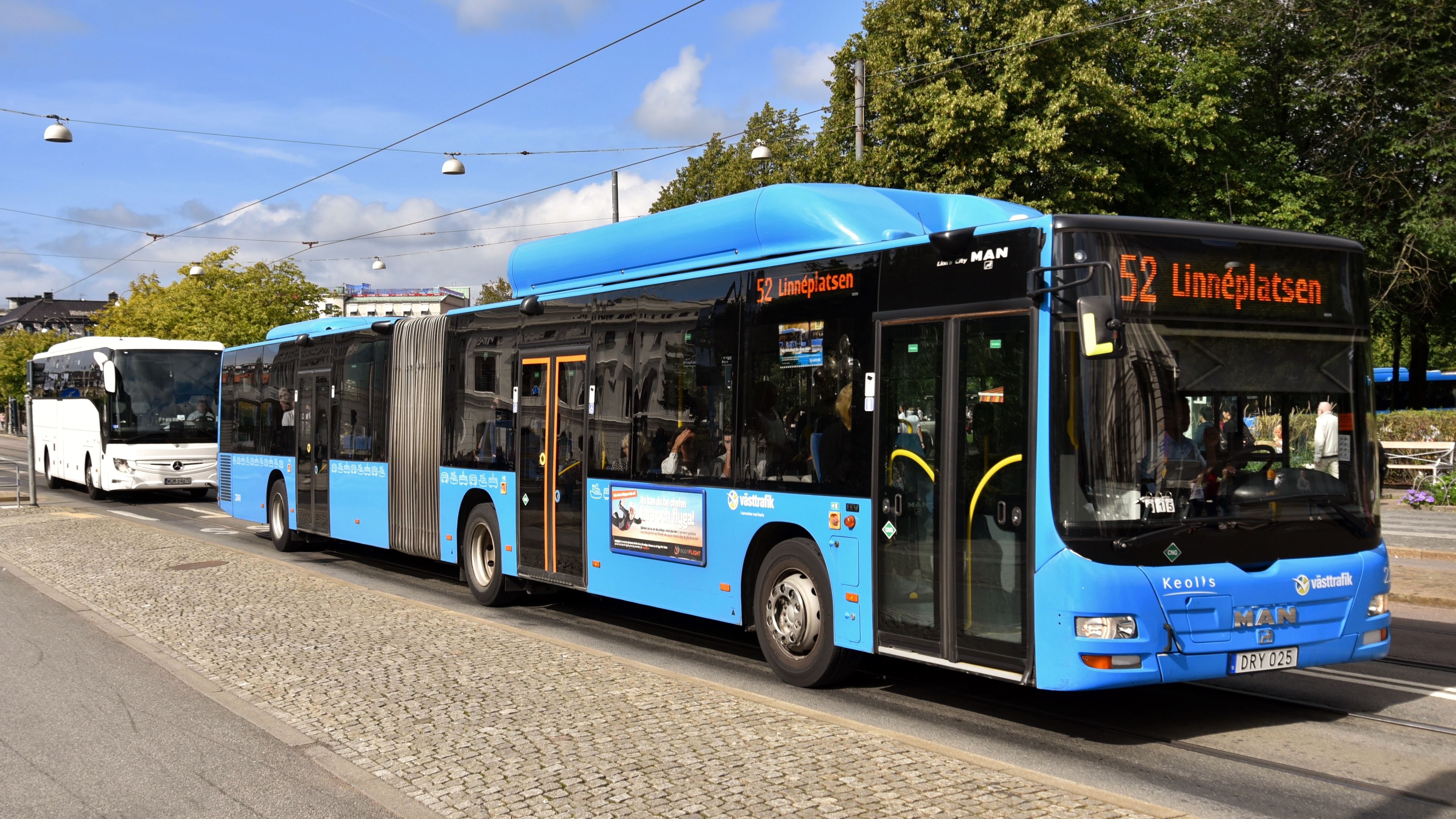
فاسترافيك كليوس السويد مان ليونز سيتي G NG313 CNG تقوم بتشغيل خدمة الخط 52 في كونغسبورتسافينين، جوتنبرج ، السويد.

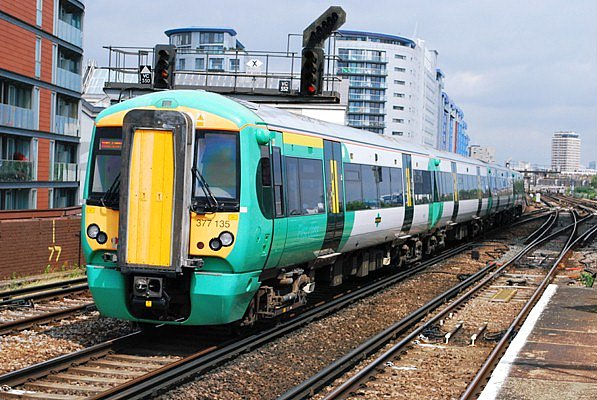
الدرجة الجنوبية 377 في حديقة باترسي في يونيو 2010